# Partido do Jovem Egito (1933)

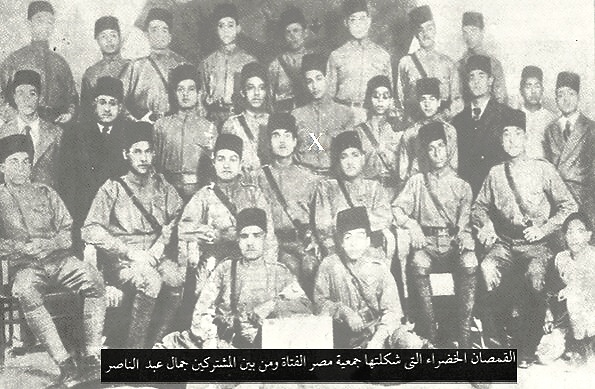
Camisas verdes, incluindo Gamal Abdel-Nasser,1930.

O Partido do Jovem Egito (em árabe: مصر الفتاة, Misr El-Fatah), também conhecido como "Camisas Verdes", era um partido político nacionalista egípcio. É notável por contar como membros um jovem Gamal Abdel Nasser e Anwar Sadat.
O partido foi formado em outubro de 1933 como um partido "nacionalista radical" com "elementos religiosos" por seu líder Ahmed Husayn. Seu objetivo era fazer do Egito um "império" - o império formado pelo Egito e pelo Sudão - que se aliaria a outros países árabes e "serviria como o líder do Islã". Era também uma organização militar cujos jovens membros se organizaram em um movimento paramilitar chamado Camisas Verdes. Fundada na mesma época que muitas outras organizações fascistas, seus apoiadores admiravam abertamente as conquistas da Alemanha nazista, inimigo do Reino Unido que na época ocupava o Egito. À medida que o poder alemão crescia, seu tom anti-britânico aumentava.
Durante seu apogeu na década de 1930, os Camisas Verdes tiveram alguns confrontos violentos com os Camisas Azuis do partido Wafd. Um membro chegou a tentar assassinar Mustafa el-Nahas Pasha em novembro de 1937. Sob pressão do governo, os Camisas Verdes foram desfeitos em 1938. O grupo foi rebatizado de Partido Nacionalista Islâmico em 1940, quando assumiu um tom mais religioso e também anti-britânico. Após a guerra, ele foi renomeado novamente, agora como Partido Socialista do Egito.